# Кајри Ирвинг
Кајри Ендру Ирвинг (енгл. Kyrie Andrew Irving; Мелбурн, 23. март 1992) амерички је кошаркаш. Игра на позицији плејмејкера, а тренутно наступа за Далас мавериксе.

## Каријера
Похађао је Универзитет Дјук пре него што је изабран као први пик на драфту 2011. Од када наступа у НБА лиги освојио је низ признања, укључујући награду руки 2012. године и изабран је за најкориснијег играча Ол-стар утакмице 2014, а још два пута је наступио (2013, 2015).
Године 2013. победио је на такмичењу у брзом шутирању тројки на Ол-стар викенду.
Са Кливлендом је 2015. године стигао до финала НБА лиге у коме су поражени од Голден Стејта.
Године 2016. је са Кливлендом освојио наслов НБА шампиона.
Дана 22. августа 2017. године прешао је у Бостон селтиксе у замјену за Ајзеју Томаса, Џаја Краудера и Анту Жижића.
Са Бостоном остварује низ од 16 узастопних побједа. Низ је прекинут поразом од Мајамија.

## Репрезентација
Са кошаркашком репрезентацијом Сједињених Америчких Држава освојио је златну медаљу на Светском првенству 2014. а проглашен је најкориснијим играчем првенства. Има и златну медаљу на олимпијским играма 2016. у Рију.

## Успеси

### Клупски
- Кливленд кавалирси:
  - НБА (1): 2015/16.

### Репрезентативни
- Олимпијске игре:  2016.
- Светско првенство:  2014.

### Појединачни
- Најкориснији играч Светско првенства (1): 2014.
- НБА ол-стар меч (9): 2013, 2014, 2015, 2017, 2018, 2019, 2021, 2023, 2025.
- Најкориснији играч НБА Ол-стар меча (1): 2014.
- Идеални тим НБА — друга постава (1): 2018/19.
- Идеални тим НБА — трећа постава (2): 2014/15, 2020/21.
- Победник НБА такмичења у брзом шутирању тројки (1): 2013.
- Идеални одбрамбени тим НБА — прва постава (2): 2014/15, 2015/16.
- НБА новајлија године: 2011/12.
- Идеални тим новајлија НБА — прва постава: 2011/12.

## НБА статистика
| † | Године када је Ирвинг освајао НБА шампионат |

### Регуларна сезона
| Сезона   | Екипа    | ОУ  | СУ  | МПУ  | ПШ%  | 3П%  | СБ%   | СПУ | АПУ | УПУ | БПУ | ППУ  |
| -------- | -------- | --- | --- | ---- | ---- | ---- | ----- | --- | --- | --- | --- | ---- |
| 2011/12  | Кливленд | 51  | 51  | 30.5 | .469 | .399 | .872  | 3.7 | 5.4 | 1.1 | .4  | 18.5 |
| 2012/13  | Кливленд | 59  | 59  | 34.7 | .452 | .391 | .855  | 3.7 | 5.9 | 1.5 | .4  | 22.5 |
| 2013/14  | Кливленд | 71  | 71  | 35.2 | .430 | .358 | .861  | 3.6 | 6.1 | 1.5 | .3  | 20.8 |
| 2014/15  | Кливленд | 75  | 75  | 36.4 | .468 | .415 | .863  | 3.2 | 5.2 | 1.5 | .3  | 21.7 |
| 2015/16† | Кливленд | 53  | 53  | 31.5 | .448 | .321 | .885  | 3.0 | 4.7 | 1.1 | .3  | 19.6 |
| 2016/17  | Кливленд | 72  | 72  | 35.1 | .473 | .401 | .905  | 3.2 | 5.8 | 1.2 | .3  | 25.2 |
| Каријера | Каријера | 381 | 381 | 34.2 | .457 | .383 | .873  | 3.4 | 5.5 | 1.3 | .3  | 21.6 |
| All-Star | All-Star | 4   | 2   | 25.0 | .653 | .538 | 1.000 | 5.3 | 9.3 | .8  | .0  | 19.8 |

### Плејоф
| Сезона   | Екипа    | ОУ | СУ | МПУ  | ПШ%  | 3П%  | СБ%  | СПУ | АПУ | УПУ | БПУ | ППУ  |
| -------- | -------- | -- | -- | ---- | ---- | ---- | ---- | --- | --- | --- | --- | ---- |
| 2015     | Кливленд | 13 | 13 | 35.7 | .438 | .450 | .841 | 3.6 | 3.8 | 1.3 | .8  | 19.0 |
| 2016†    | Кливленд | 21 | 21 | 36.9 | .475 | .440 | .875 | 3.0 | 4.7 | 1.7 | .6  | 25.2 |
| 2017     | Кливленд | 18 | 18 | 36.3 | .468 | .373 | .905 | 2.8 | 5.3 | 1.3 | .4  | 25.9 |
| Каријера | Каријера | 52 | 52 | 36.4 | .465 | .415 | .876 | 3.1 | 4.7 | 1.5 | .6  | 23.9 |